# Neoempheria formosensis
Neoempheria formosensis är en tvåvingeart som beskrevs av Lynch Arribalzaga 1892. Neoempheria formosensis ingår i släktet Neoempheria och familjen svampmyggor. Inga underarter finns listade i Catalogue of Life.